# Symbister

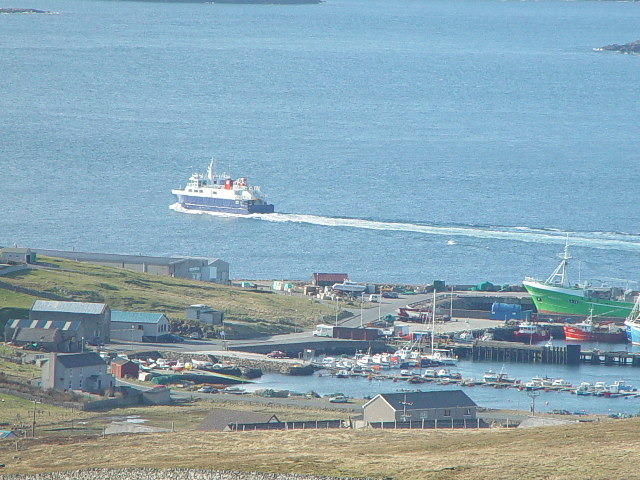
Blick vom Ward of Clett auf den Hafen

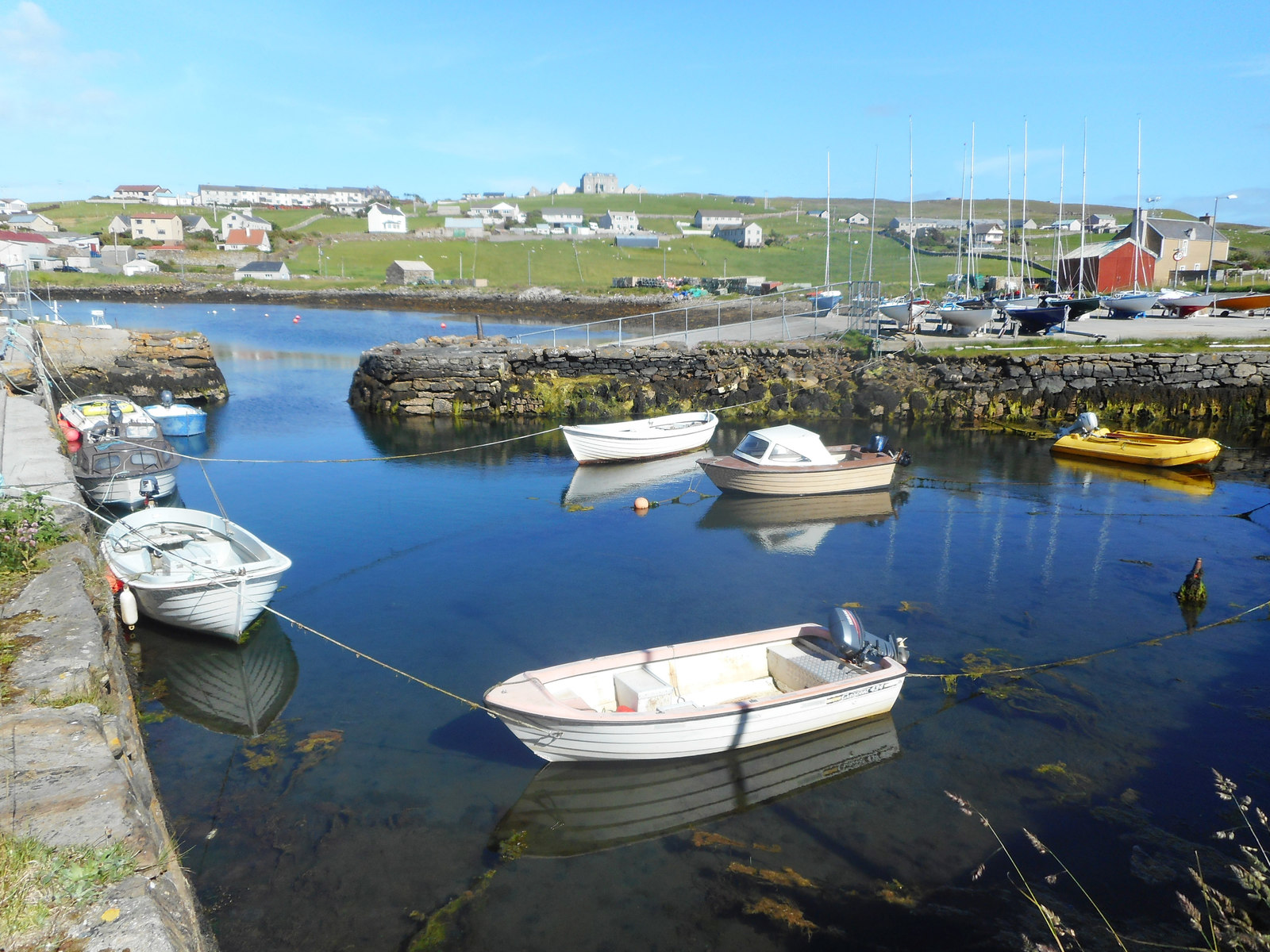
Blick vom South West Dock nach Osten, mittig auf der Höhe Symbister House

Symbister ist der Hauptort der zu den schottischen Shetlands zählenden Insel Whalsay. Seine Bedeutung fußt auf der Funktion als Hafen der Insel. Hier landen die Fährschiffe an, die Whalsay mit Laxo und Vidlin auf Mainland, der Hauptinsel der Shetlands, verbinden.

## Geschichte
In Symbister betrieb die Hanse, erstmals urkundlich 1557 belegt, eine als Booth oder Böd (Bude) bezeichnete Handelsstation, in der sie insbesondere getrockneten Fisch erwarb. Nach der Vereinigung der Königreiche England und Schottland mit dem Act of Union endete 1707 diese Beziehung, da die damit verbundenen protektionistischen Maßnahmen wie die Einführung einer Salzsteuer den Handel wirtschaftlich unattraktiv machte. Der Fang von Fischen blieb gleichwohl von Bedeutung, der Handel verlagerte sich aber in der Folge in Richtung Großbritannien. Symbister ist, Stand 2010, Heimathafen unter anderem von sieben Trawlern, die Hochseefischerei auf Heringe und Makrelen betreiben, ihren Fang aber hauptsächlich in Norwegen und Dänemark anlanden.
Symbister war bis in das beginnende 20. Jahrhundert eine weitgehend gewerbliche Niederlassung. Die dort beschäftigte Bevölkerung lebte aufgrund der für die Landwirtschaft besser geeigneten Böden in Ortschaften etwas abseits der Küste oder im Inneren der Insel, so in Brough (mit der Pfarrkirche und dem Friedhof der Insel auf Kirk Ness), Marrister, Skaw, und Isbister. Erst nachdem die Familie Bruce, die als Lairds die Grundherrschaft innehatte, um 1905 im unmittelbaren Hinterland des Hafens insgesamt 27 Lose an Crofter verpachtete, entwickelte sich auch ein Dorf.

## Geographie
Der historische Kern des Ortes erstreckt sich in lockerer Bebauung entlang der Symbister Bay, die am östlichen Ufer des Linga Sound liegt und die einen Naturhafen bildet. Der Strand entlang der Bucht wurde künstlich angelegt, er diente dem Trocknen der gefangenen Fische. Die Straßen zu den benachbarten Ortschaften sind mit einer weitgehend lockeren Bebauung und partiellen Verdichtungen bestückt, die Grenzen nach Sodom im Osten sowie Sandwick und Clate im Süden fließend. Nach Norden hin bildet die Bucht North Voe die Grenze zum Nachbarort Hamister. Nach Südwesten hin erstreckt sich die Landzunge Symbister Ness, auf deren höchstem Punkt, dem Ward of Symbister, sich die Reste eines Cairns befinden. In der Nähe liegt der Burnt Mound von Symbister.

## Bauwerke

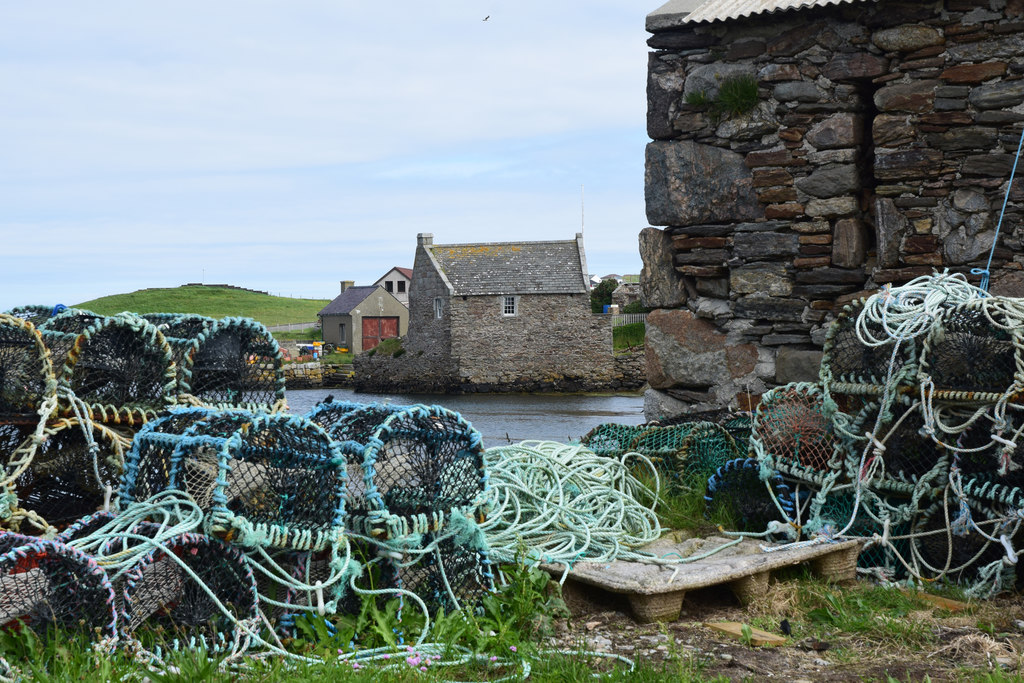
Pier House (Mitte) und Skeo (rechts am Bildrand), im Hintergrund der Setter Hill

Mehrere Bauwerke sind als Listed Building ausgewiesen und stehen somit unter Denkmalschutz. Dies sind:
- Der Gebäudekomplex Harbour View, in dem die ehemals als Bremen Booth bezeichnete Handelsstation aufgegangen ist.[3]
- Ein kleines Pier mit einem Umschlaggebäude, dem Pier House. Dieses stammt in seiner heutigen Form aus dem Jahre 1830 und ist aus dem Umbau eines älteren Bauwerks, vermutlich aus dem 18. Jahrhundert, entstanden.[4] Es wird verschiedentlich fälschlicherweise für die Bremen Booth gehalten.[3] Heute befindet sich darin ein kleines Museum.
- Am Strand steht ein Skeo, ein Gebäude zum Trocknen von Fisch und Fleisch, wie sie auf den Orkneys und den Shetlands zu finden sind.[5] Dasjenige von Symbister ist, auch wenn es nicht mehr als solches genutzt wird, eines der wenigen noch vorhandenen kommerziell betriebenen dieser Art.[6]
- In der Südwestecke der Bucht befindet sich das South West Dock mit drei angrenzenden Wirtschaftsgebäuden.[7]
- Auf einer Anhöhe östlich des Hafens steht Symbister House, das ehemalige Anwesen der Familie Bruce. Hierhin wurden Mitte der 1960er-Jahre die zuvor in Brough und Livister angesiedelten beiden Schulen der Insel verlegt.[8]